# دنیس کلکر
دنیس کلکر (انگلیسی: Denise Klecker؛ زادهٔ ۲۶ ژانویه ۱۹۷۲) بازیکن هاکی روی چمن اهل آلمان بود.
وی در مسابقات کشوری و بین‌المللی در مجموع برندهٔ ۲ مدال طلا، ۳ مدال نقره، ۲ مدال برنز شده‌است.